# デイヴィッド・ロバートソン
デイヴィッド・ロバートソン（David Robertson、1958年7月19日 - ）はアメリカ合衆国の指揮者。

## 経歴
1958年、カリフォルニア州のサンタモニカ生まれ。ロンドンの王立音楽アカデミーでホルン、作曲、指揮を学んだ。1985年から1987年まではエルサレム交響楽団の指揮者、2000年から2004年までリヨン国立管弦楽団の音楽監督、2005年から2018年までセントルイス交響楽団の音楽監督、2014年から2019年までシドニー交響楽団の首席指揮者を務めた。
ピエール・ブーレーズの弟子であるロバートソンは、1992年から2000年までパリのアンサンブル・アンテルコンタンポランの音楽監督を務める。セントルイス交響楽団の在職に先がけて、ロバートソンは同時にリヨン国立管弦楽団の音楽監督とリヨンのホールの芸術監督になった初めての人である。彼は2005年から2006年のシーズンでカーネギーホールの将来のある演奏家の一人であった。2006年には彼をアメリカ音楽の第一人者としてコロンビア大学からディッスン賞を受け取る。ロバートソンはハルモニア・ムンディ、ソニー・クラシカル、ナクソスなどのレコード会社でバルトークやドヴォルザーク、ヴァレンティン・シルヴェストロフ、フィリップ・マヌリなどの曲を録音した。

## 家族・親族
ロバートソンはセントルイスのダウンタウンにロフト、ニューヨークとパリにアパートをもっている。前の結婚からの2人の息子をもち、現在はピアニストのオリ・シャハムと結婚している。ロバートソンとシャハムは1999年1月のセントルイス交響楽団で、お互い客演指揮者と客演ピアニストのデビューの時に出会った。2003年1月に2人は結婚した。